# Sombre Dimanche (film)
Pour les articles homonymes, voir Sombre Dimanche.
Pour plus de détails, voir Fiche technique et Distribution.
Sombre Dimanche  est un film français réalisé par Jacqueline Audry, sorti en 1948. Le film met en scène un suicide que provoque la nostalgie du morceau Sombre Dimanche.

## Synopsis
Peu avant la guerre, Jan Laszlo, un jeune musicien hongrois, réfugié en France, éprouve des déconvenues sentimentales. Un jour de cafard, il compose une chanson Sombre Dimanche qui plaît à l'éditeur Max. Pour lui assurer un bon lancement, Max, que n'étouffent pas les scrupules, a recours aux services de Bob, son complice en cas de coups tordus. Bob a une maîtresse, Michèle, qu'il persuade de simuler un suicide provoqué par la nostalgie du morceau. Tout réussit. À cette occasion, Jan rencontre Michèle et s'en éprend. Mais Bob lui apprend que toute l'affaire n'était que simulacre publicitaire ...

## Fiche technique
- Titre : Sombre Dimanche
- Réalisation : Jacqueline Audry
- Scénario : Henri-André Legrand
- Adaptation : André Haguet
- Dialogues : Pierre Laroche
- Photographie : Gérard Perrin
- Montage : Pierre Delannoy
- Musique : Marcel Landowski, et Rezsö Seress pour le morceau Sombre Dimanche
- Décors : Raymond Druart
- Costumes : Elsa Schiaparelli
- Son : Séverin Frankiel
- Scripte : Suzanne Durrenberger
- Producteur et directeur de production : Claude Dolbert
- Société de production : Codo-Cinéma - Les Productions Claude Dolbert
- Pays d'origine :  France
- Format : noir et blanc — 35 mm — 1,37:1 — Son : mono
- Genre : film dramatique
- Durée : 1h24
- Tournage : du 26 avril au 19 juin 1948
- Date de sortie : 17 novembre 1948 (en régions)
- Date de sortie à Paris : 23 mars 1949

## Distribution
- Michèle Alfa : Michèle
- Paul Bernard : Bob, le complice de Max
- Jacques Dacqmine : le musicien Jan Laszlo
- Marcel Dalio : Max, un éditeur de musique sans scrupules
- Marcelle Derrien : Maria
- Colette Mars : Colette
- Charles Lemontier : le commissaire de police
- Edmond Ardisson : le portier
- Alfred Baillou : Toni
- Jean Debray : un journaliste
- Jean-Jacques Dreux : Roger
- Annette Lajon : une chanteuse
- Palmyre Levasseur : la logeuse
- Julien Maffre : un policier
- Renaud Mary : César
- Gilbert Moreau : un photographe
- Georges Paulais : le directeur
- Michel Seldow : le brocanteur
- Jean Sylvain : le chanteur
- Roger Vincent : un monsieur
- André Pasdoc : un chanteur